# Anti-Slavery Society (1823–1838)

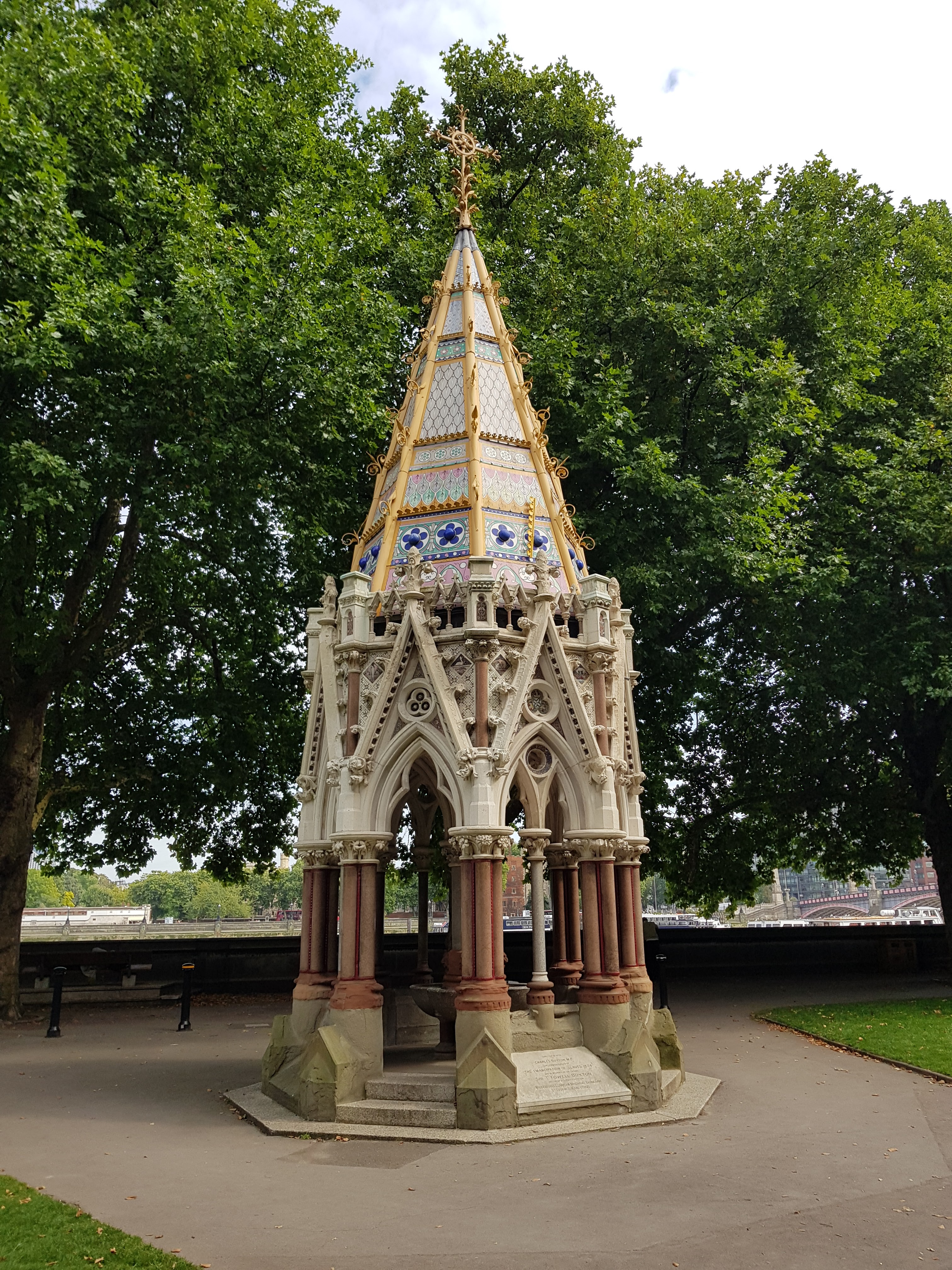
Buxton Memorial Fountain 20170826 143302 (49400969987)

Anti-Slavery Society eller London Anti-slavery Society (Officiellt namn: Society for the Mitigation and Gradual Abolition of Slavery Throughout the British Dominions), var en brittisk abolitionistförening, grundad 1823. 
Den var en efterföljare till den förra stora brittiska abolitionistföreningen, Society for Effecting the Abolition of the Slave Trade, som hade arbetat för att avskaffa slavhandeln och lagts ned när målet uppnåtts. Tron var att själva slaveriet skulle dö ut när slavhandeln avskaffats, men när så inte var fallet bildades Anti-Slavery Society för att arbeta för ett förbud mot själva slaveriet. 
En rad av de mest berömda brittiska abolotionisterna var verksamma i föreningen, så som Elizabeth Heyrick, Mary Lloyd, Jane Smeal, Elizabeth Pease, Joseph Sturge, Thomas Clarkson, William Wilberforce, Henry Brougham, Thomas Fowell Buxton och Anne Knight.
När föreningen nådde sitt mål i Storbritanniens kolonier genom Slavery Abolition Act 1833, lades föreningen ned 1838 och följdes av den fortfarande existerande Anti-Slavery International (även den ofta känd under namnet Anti-Slavery Society), som bildades 1839 för att avskaffa slaveriet globalt.